# Joel Gerezgiher
Joel Gerezgiher (* 9. Oktober 1995 in Frankfurt am Main) ist ein deutsch-eritreischer Fußballspieler. Der offensive Mittelfeldspieler ist derzeit vereinslos.

## Karriere
Gerezgiher begann seine Karriere 2001 beim SV Niederursel und ging 2008 in die Jugend des FSV Frankfurt. Zum 1. Juli 2012 wechselte er zu den A-Junioren von Eintracht Frankfurt. Zur Saison 2014/15 rückte er dort zu den Profis auf, blieb in der Spielzeit aber aufgrund mehrerer Verletzungen ohne Einsatz. Im März 2015 verlängerte Gerezgiher seinen Vertrag bis zum 30. Juni 2018. Am 8. August 2015 absolvierte er beim 3:0-Sieg gegen den Bremer SV in der ersten Runde des DFB-Pokals sein erstes Pflichtspiel für die Eintracht. Sein Bundesliga-Debüt gab er am 16. August 2015 bei der 1:2-Niederlage beim VfL Wolfsburg, als er in der 76. Minute für Marco Russ eingewechselt wurde.
Mitte Januar 2016 wurde Gerezgiher ursprünglich für eineinhalb Jahre ohne Kaufoption in die 2. Bundesliga zum Stadtrivalen FSV Frankfurt ausgeliehen, für den er schon in der Jugend spielte. Nach zwei Einsätzen in der Spielzeit 2015/16 stieg er mit dem Verein in die 3. Liga ab, was seine Leihe vorzeitig beendete. Nach seiner Rückkehr zu Eintracht Frankfurt spielte Gerezgiher in der Saison 2016/17 keine Rolle in der Mannschaft von Niko Kovač und kam zu keiner Einsatzminute. Folglich wurde der Vertrag Ende Januar 2017 aufgelöst und Gerezgiher wechselte zum Drittligisten Holstein Kiel.
Nachdem er in der Profimannschaft von Holstein Kiel in anderthalb Jahren ohne Pflichtspieleinsatz geblieben war und auch in der Oberligamannschaft des Klubs nur sporadisch zum Einsatz gekommen war, wechselte er zur Saison 2018/19 zum Drittligisten SG Sonnenhof Großaspach. Mit dem Verein stieg er erst 2020 in die Regionalliga und zwei Jahre später in die Oberliga ab. Zur Saison 2022/23 unterschrieb Gerezgiher einen Vertrag beim Viertligisten FC 08 Homburg, im Jahr darauf wechselte er zum Ligakonkurrenten SGV Freiberg, bei dem er ein Jahr unter Vertrag stand.

## Privates
Gerezgihers Eltern kamen 1985 aus Eritrea nach Deutschland. Dort wuchs er in Frankfurt-Nordweststadt auf und machte vor dem Unterschreiben seines ersten Profivertrags sein Abitur.